# SPV GmbH
SPV GmbH(abreviatura de Schallplatten Produktion und Vertrieb GmbH, "Empresa de producció i distribució de vinils") és un segell discogràfic independent alemany. Fundada l'1 de gener de 1984, ha anat creixent lentament fins a convertir-se en un dels distribuïdors i segells discogràfics independents més grans del món.
Té diversos segells que produeix i distribueix, entre els quals els segells Steamhammer (heavy metal, hard rock), Long Branch Records (alternatiu, indie, rock progressiu, metall progressiu, metalcore), Oblivion (darkwave, gòtic), SPV Recordings. (pop, rock) i Cash Machine Records (hip hop).
El novembre de 2020, SPV va ser adquirida per Napalm Records.